# Grand Chute
La ville de Grand Chute est située dans le comté d'Outagamie, dans l’État du Wisconsin, aux États-Unis. Lors du recensement de 2010, sa population s’élevait à 20 919 habitants.
C'est la ville natale du sénateur Joseph McCarthy.

## Histoire
Grand Chute a été établie le 3 avril 1849 dans ce qui était alors le comté de Brown.

## Démographie
| Groupe            | Grand Chute | Wisconsin | États-Unis |
| ----------------- | ----------- | --------- | ---------- |
| Blancs            | 89,3        | 86,2      | 72,4       |
| Asiatiques        | 4,5         | 2,3       | 4,8        |
| Autres            | 2,6         | 2,4       | 6,4        |
| Métis             | 1,6         | 1,8       | 2,9        |
| Afro-Américains   | 1,4         | 6,3       | 12,6       |
| Amérindiens       | 0,4         | 1,0       | 0,9        |
| Total             | 100         | 100       | 100        |
|                   |             |           |            |
| Latino-Américains | 4,9         | 5,9       | 16,7       |

Selon l'American Community Survey, pour la période 2011-2015, 89,45 % de la population âgée de plus de 5 ans déclare parler anglais à la maison, alors que 4,42 % déclare parler l'espagnol, 2,61 % une langue hmong, 0,61 % l'hindi, 0,55 % le français et 2,29 % une autre langue.

## Source
- (en) Cet article est partiellement ou en totalité issu de l’article de Wikipédia en anglais intitulé « Grand Chute, Wisconsin » (voir la liste des auteurs).

1. ↑  (en) « Race and Hispanic or Latino Origin: 2010 », sur factfinder.census.gov (consulté le 6 février 2018)
2. ↑  (en) « Population of Wisconsin - Census 2010 and 2000 », sur censusviewer.com.
3. ↑  (en) « Language spoken at home by ability to speak English for the population 5 years and over ».